# Hemiteles texanus
Hemiteles texanus är en stekelart som beskrevs av William Harris Ashmead 1890. Hemiteles texanus ingår i släktet Hemiteles och familjen brokparasitsteklar. Inga underarter finns listade i Catalogue of Life.